# انگکور وات
انگکور وات نام مجموعه‌ای از معابد است که در اوایل سدهٔ دوازدهم برای شاه سوریاوارمان دوم در انگکور در کامبوج ساخته شد تا پرستشگاه حکومتی و پایتخت او قرار گیرد.
انگکور وات نماد باشکوهی از تمدن خمر است؛ بنایی که هم به‌لحاظ آیینی، هم معماری، و هم تاریخی جایگاه ممتازی دارد. این معبد که در آغاز نیایشگاهی هندویی برای ویشنو بود، در سده‌های بعد به مرکزی بودایی بدل شد. با گذر از فراموشی، تاراج، و جنگ، انگکور وات اکنون به‌عنوان میراثی جهانی، نمایندهٔ یکی از درخشان‌ترین دوران‌های تاریخ جنوب‌شرق آسیاست.
این معبد که در ابتدا معبدی هندو بود و به ویشنو، خدای هندیان تقدیم شده بود پس از ورود آیین بودا به معبدی بودایی بدل شد. انگکور وات که تا به‌امروز به‌خوبی حفظ شده است هنوز هم تنها پرستشگاهی است که از زمان ساختش تا کنون به عنوان یک مرکز مذهبی استفاده می‌شود. معبد انگکور وات با مجموع مساحت ۱۶۲٫۶ هکتار (۱٫۶۲۶ کیلومتر مربع؛ ۴۰۲ جریب فرنگی) بزرگترین بنای مذهبی دنیا است.
این معبد بزرگترین بنای مذهبی در جهان است و معماری اصیل خمری را می‌توان در آن مشاهده نمود. انگکور وات که اصلی‌ترین جاذبهٔ گردشگری کامبوج است، نشان ملی آن کشور نیز به‌شمار می‌آید و طرح آن بر روی پرچم کامبوج نیز نقش بسته است.
«انگکور وات» ترکیبی امروزی به معنای «پرستشگاه شهر» است. «انگکور» شکل بومی کلمهٔ نوکور است که از واژهٔ سانسکریت ناگارا (नगर) به‌معنای پایتخت یا شهر گرفته شده و «وات» نیز واژهٔ خمری برای معبد است. پیشتر این معبد به پره‌آه  پیسنولوک شناخته می‌شد که لقب پس از مرگ بنیان‌گذار خود شاه سوریاوارمان دوم بود.
انگکور وات به دستور شاه سوریه‌وارمان دوم از شاهنشاهی خمر در آغاز سدهٔ دوازدهم در یاشوداراپورا (انگکور امروزی)، پایتخت شاهنشاهی خمر، به‌عنوان پرستش‌گاه دولتی او و در نهایت آرامگاهش ساخته شد. انگکور وات دو الگوی پایه‌ای در معماری معابد خمر را با یکدیگر ترکیب می‌کند: کوه‌معبد و معبد رواق‌دار که در دوره‌ای بعد توسعه یافت. این بنا به‌گونه‌ای طراحی شده‌است که نماد کوه مرو، جایگاه دواها در اسطوره‌شناسی هندو باشد. این معبد با خندقی احاطه شده که بیش از ۵ کیلومتر طول دارد. درون دیواری بیرونی به‌طول ۳٫۶ کیلومتر، سه رواق مستطیل‌شکل جای گرفته‌اند که هرکدام بالاتر از دیگری قرار دارند. مجموعهٔ وسیع معبد، پهنه‌ای به وسعت ۴۰۰ جریب را دربرمی‌گیرد. در مرکز معبد، پنج‌برج به‌شکل کوئینکانکس جای دارد. برخلاف بیشتر معابد انگکوری، انگکور وات رو به سوی باختر ساخته شده و پژوهشگران دربارهٔ دلیل این جهت‌گیری اختلاف‌نظر دارند.
این مجموعهٔ معبدی پیش از قرن بیستم به فراموشی سپرده شد، اما در سدهٔ بیستم با مشارکت نهادهای بین‌المللی مختلف بازسازی گردید.
هماهنگی و توسعهٔ این روند به‌دست کمیتهٔ بین‌المللی هماهنگی برای نگه‌داشت و توسعهٔ محوطهٔ تاریخی انگکور (ICC-Angkor) انجام شد که در سال ۱۹۹۳ تحت نظر یونسکو تشکیل شد. مشارکت‌کنندگان اصلی در این روند شامل فرانسه (از طریق مدرسهٔ فرانسوی شرق دور)، ژاپن (JASA)، هند (سازمان بررسی باستان‌شناسی هند)، آلمان (GACP)، ایالات متحده (بنیاد بناهای تاریخی جهان)، کرهٔ جنوبی، چین و ایتالیا بودند.
این معبد به‌خاطر شکوه و هماهنگی معماری‌اش، نقش‌برجسته‌های فرو‌برجستهٔ فراوان و پیکره‌های دواها که دیوارهای آن را آراسته‌اند، ستوده شده‌است. منطقهٔ انگکور در سال ۱۹۹۲ به‌عنوان یک میراث جهانی ثبت شد. انگکور وات یکی از مهم‌ترین جاذبه‌های گردشگری کامبوج است و سالانه بیش از ۲٫۵ میلیون بازدیدکننده دارد.

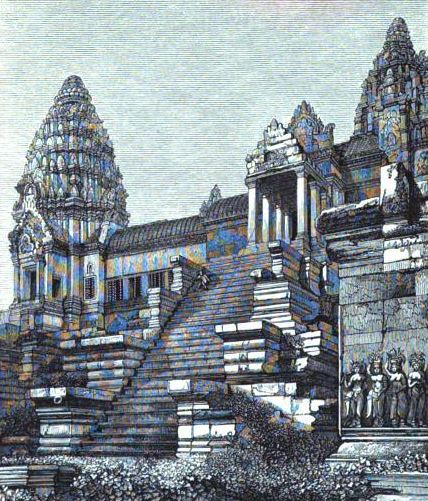

## ریشه‌شناسی
نام امروزی «انگکور وات» در زبان خمر به‌معنای «شهر معبد» یا «شهر معابد» است. واژهٔ «انگکور» (អង្គរ، ângkôr) به‌معنای «شهر» یا «پایتخت» شکلی بومی‌شده از واژهٔ «نوکور» (នគរ، nôkôr) است که از واژهٔ سانسکریت/پالی «نگر» (नगर) برگرفته شده‌است. واژهٔ «وات» (វត្ត، vôtt) نیز به‌معنای «مکان معبد» از واژهٔ سانسکریت/پالی «واتا» (वाट، به‌معنای محوطهٔ محصور) گرفته شده‌است. نام اصلی این معبد احتمالاً «ورهه ویشنولوکا» یا «پاراما ویشنولوکا» بوده که به‌معنای «جایگاه مقدس ویشنو» است. همچنین ممکن است اشاره به «شاهی که به والاترین جهان ویشنو پیوسته‌است» داشته باشد و برای بزرگداشت سوریه‌وارمان دوم به کار رفته باشد.

## تاریخچه

### ساخت
انگکور وات به دستور شاه سوریه‌وارمان دوم، پادشاه شاهنشاهی خمر (با سال‌های فرمانروایی ۱۱۱۳ تا حدود ۱۱۵۰ میلادی)، در آغاز سدهٔ دوازدهم در یاشوداراپورا (انگکور امروزی) که پایتخت این شاهنشاهی بود، بنا شد. ساخت این معبد در سال ۱۱۲۲ میلادی آغاز شد و در سال ۱۱۵۰ به پایان رسید. پیشنهاد ساخت معبد از سوی دانشمند و مشاور شاهی به‌نام «دیواکاراپاندیتا» (۱۰۴۰ تا حدود ۱۱۲۰ میلادی) ارائه شده بود. این معبد به ویشنو، ایزد هندویی، اهدا شد و نگاره‌ها و آرایه‌های آغازین آن برگرفته از آیین هندویی بود. این بنا به‌عنوان پرستش‌گاه دولتی شاه در پایتخت ساخته شد. چون هیچ کتیبه یا سنگ‌نبشتهٔ هم‌دوره‌ای از آن که نام معبد را ذکر کرده باشد یافت نشده‌است، نام اصلی آن مشخص نیست، اما گمان می‌رود که به نام «ورهه ویشنولوکا» (جایگاه مقدس ویشنو) خوانده می‌شده باشد. کار ساخت معبد پس از مرگ پادشاه ناتمام ماند و بخش‌هایی از نقوش فرو‌برجستهٔ دیوارها ناتمام رها شد.

### معبد هندویی
در سال ۱۱۷۷ میلادی، نزدیک به ۲۷ سال پس از مرگ سوریه‌وارمان دوم، چام‌ها ــ دشمنان دیرینهٔ خمرها ــ به انگکور یورش بردند و آن را ویران کردند. پس از آن، شاه جیایه‌وارمان هفتم شاهنشاهی را بازیابی کرد، پایتختی نو به‌نام انگکور توم بنیان نهاد و بایون را به‌عنوان پرستش‌گاه دولتی در شمال ساخت. او تحت تأثیر همسرش ایندرا دوی، که پیرو مهایانهٔ بودیسم بود، به آیین بودایی گروید. از همین رو، انگکور وات به‌تدریج به یک مکان آیینی بودایی تبدیل شد و بسیاری از پیکره‌ها و آرایه‌های هندویی با هنر بودایی جایگزین شد.
با دگرگونی آیینی و گذار از آیین هندو به بودایی در پایان سدهٔ دوازدهم، انگکور وات همچنان تا امروز یک مرکز نیایش بودایی باقی مانده‌است. منابع تاریخی نشان می‌دهند که ژو داگوان، فرستادهٔ چینی، و چنگ هه، جهان‌گرد و دریانورد، در سده‌های سیزدهم و چهاردهم از انگکور وات دیدن کرده‌اند. چنگ هه ساختار معماری این معبد را بررسی کرد و از آن در معابد چینی چون «معبد دابائوئن» و «پاگودای لعابی» بهره گرفت. انگکور وات از معدود معابد انگکوری است که با وجود کم‌توجهی پس از سدهٔ شانزدهم، هیچ‌گاه به‌طور کامل رها نشد. چهارده سنگ‌نبشته از سدهٔ هفدهم، که در ناحیهٔ انگکور یافت شده‌اند، از حضور ژاپنی‌های بودایی در این منطقه حکایت دارند که در کنار مردم محلی خمر، سکونت‌هایی کوچک برپا کرده بودند. یکی از این نوشته‌ها از فردی به‌نام اوکوندایو کازوفوسا یاد می‌کند که در سال ۱۶۳۲ جشن سال نوی خمر را در انگکور وات برگزار کرده بود.

### بازکشف اروپایی
در سدهٔ شانزدهم، بازرگانان و مبلغانی از پرتغال به جنگل‌های شمالی کامبوج سفر کردند و با شهری سنگی و رهاشده روبه‌رو شدند که بیش از ۱۵۰ سال متروک مانده بود. این شهر معابد بزرگی از جمله انگکور وات را در خود داشت که بزرگ‌ترین سازهٔ مذهبی در آن منطقه بود و بر چشم‌انداز غلبه داشت. یکی از نخستین بازدیدکنندگان ثبت‌شده، راهبی کاپوچین به‌نام آنتونیو دا مادالنا بود که در سال ۱۵۸۶ از ویرانه‌های آن دیدن کرد. سه سال بعد، مشاهدات او به دیوگو دو کوتو، تاریخ‌نگار رسمی مستعمرات پرتغال، منتقل شد. دو کوتو روایت مادالنا را در نوشته‌های خود چنین ثبت کرده‌است:
نیم فرسخ دورتر از این شهر، معبدی به‌نام انگار قرار دارد. ساختار آن چنان شگفت‌انگیز است که توصیف آن با قلم ممکن نیست، به‌ویژه چون هیچ بنای مشابهی در دنیا ندارد. این معبد برج‌هایی دارد با آرایش و زینت‌هایی که به نهایت نبوغ بشری نزدیک‌اند. برج‌هایی کوچکتر از همان سبک و سنگ در کنار آن قرار دارند که همگی زراندود شده‌اند. معبد با خندقی محصور شده و تنها راه ورود به آن پلی است با دو پیکرهٔ سنگی ببر، به‌چنان هیبت و شکوهی که هراس در دل بازدیدکننده می‌افکند.— دیوگو دو کوتو
در سال ۱۸۶۰، طبیعت‌شناس و جهان‌گرد فرانسوی آنری موهو با کمک کشیش فرانسوی «شارل-امیل بویوُوو» این معبد را عملاً بازکشف کرد. موهو با انتشار یادداشت‌های سفر خود در غرب، این معبد را به شهرت رساند. او نوشت:
یکی از این معابد، رقیب معبد سلیمان، ساخته‌شده به‌دست میکل‌آنژ باستانی، جایگاهی افتخارآمیز در کنار زیباترین بناهای ما دارد. این بنا باشکوه‌تر از هر آن‌چیزی است که یونانیان یا رومیان برای ما به جا گذاشته‌اند و در برابر وضعیت اسفناک امروزی این ملت، تضادی اندوه‌بار به نمایش می‌گذارد.
موهو پس از مرگش در سال ۱۸۶۴، یادداشت‌هایش توسط انجمن سلطنتی جغرافیا با عنوان «سفرهایی در بخش‌های مرکزی هند و چین، سیام، کامبوج و لائوس» منتشر شد. در سال ۱۸۶۱، انسان‌شناس آلمانی آدولف بستیان نیز سفری چهارساله به جنوب شرق آسیا انجام داد که در قالب شش جلد کتاب با عنوان «مردم آسیای شرقی» منتشر شد. با وجود توصیفاتی از بناهای انگکوری، آثار او فاقد نقاشی یا تصویر از این معابد بود.
در ۱۱ اوت ۱۸۶۳، فرانسه کامبوج را به‌عنوان قیم خود درآورد، بخشی از انگیزه‌های آن بهره‌گیری از میراث هنری انگکور وات و سایر معابد خمر در منطقهٔ انگکور بود. این موضوع موجب شد که کامبوج بخش‌هایی از شمال‌غرب کشور از جمله سی‌یم‌ریپ، باتم‌بنگ و سیسوفون را که از سال ۱۷۹۵ تحت سلطهٔ سیام بودند، دوباره به خاک خود بازگرداند.
کاوش‌های باستان‌شناسی نشان دادند که هیچ‌گونه مسکن، سلاح، یا ظرف پخت‌وپز در این محوطه یافت نشده‌است؛ موضوعی که نشان می‌دهد این معبد منطقه‌ای کاملاً آیینی بوده‌است.

### بازسازی و چالش‌ها
در سدهٔ بیستم، تلاش‌های گسترده‌ای برای پاک‌سازی گیاهان رشد یافته و بازسازی معبد آغاز شد. در سال ۱۹۰۸، مدرسهٔ فرانسوی شرق دور سازمانی به‌نام «حفاظت از انگکور» (Conservation d'Angkor) بنیان نهاد. این نهاد تا دههٔ ۱۹۷۰ بر پژوهش، حفاظت و بازسازی نظارت داشت و مهم‌ترین کارهای بازسازی در دههٔ ۱۹۶۰ انجام شد. کامبوج در ۹ نوامبر ۱۹۵۳ استقلال یافت و از آن پس ادارهٔ انگکور وات را خود به‌دست گرفت.

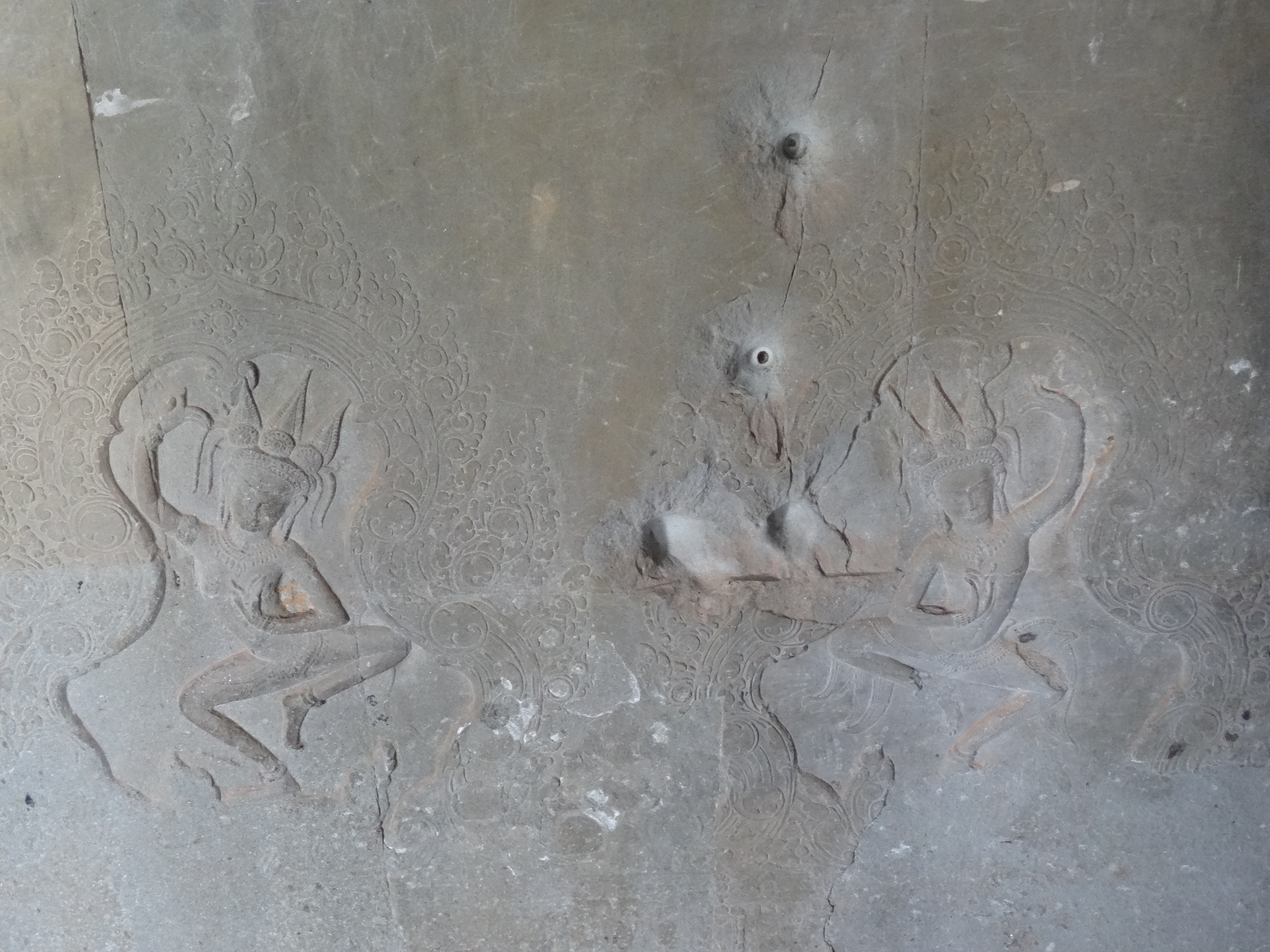
جای گلوله‌ها در انگکور وات، به‌جا مانده از درگیری خمرهای سرخ و نیروهای ویتنامی

در دههٔ ۱۹۷۰ و ۱۹۸۰، جنگ داخلی کامبوج و سلطهٔ خمرهای سرخ کار بازسازی را متوقف کرد. در سال ۱۹۷۵، سازمان حفاظت از انگکور منحل شد. خمرهای سرخ از چوب‌های باقی‌مانده در سازه‌ها برای آتش استفاده کردند و درگیری مسلحانه با نیروهای ویتنامی موجب ایجاد سوراخ‌های گلوله در نقش‌برجسته‌ها شد. در دههٔ ۱۹۸۰ و ۱۹۹۰، آسیب‌های بیشتری توسط دزدان آثار هنری به بنا وارد آمد. آن‌ها بسیاری از مجسمه‌ها و تزئینات معماری را بریده و قاچاق کردند. در مجموع، انگکور وات از آسیب‌هایی مانند رشد گیاهان، قارچ‌ها، جابه‌جایی زمین، جنگ و سرقت رنج برده‌است؛ هرچند میزان آسیب جنگی به این معبد کمتر از سایر معابد کامبوج بوده‌است.

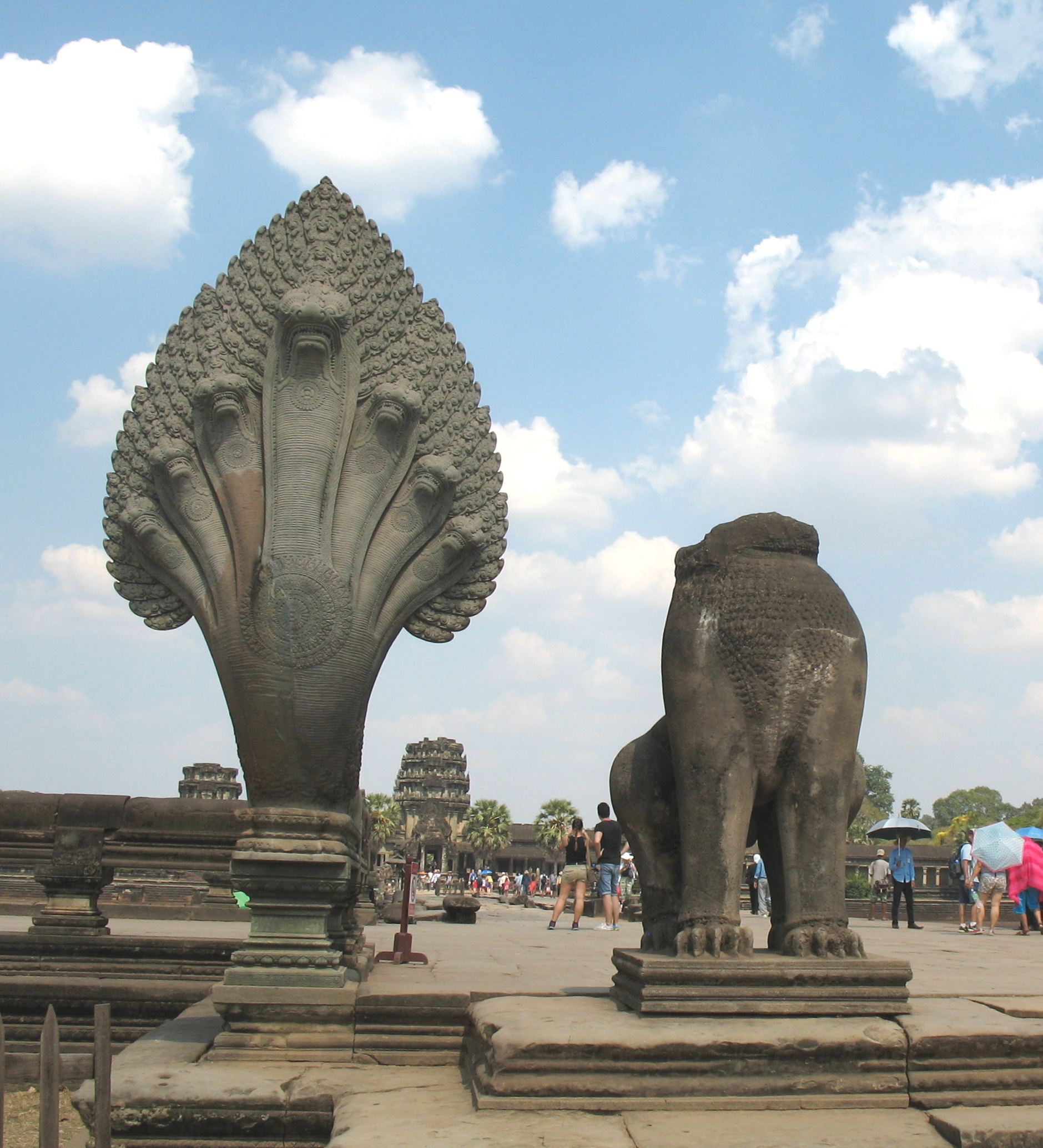
سر بازسازی‌شدهٔ ناگا در کنار شیر محافظ بازسازی‌نشده در ورودی انگکور وات

میان سال‌های ۱۹۸۶ تا ۱۹۹۲، سازمان بررسی باستان‌شناسی هند پروژه‌ای برای بازسازی معبد به انجام رساند، زیرا فرانسه در آن زمان حکومت کامبوج را به‌رسمیت نمی‌شناخت. اما هم پروژه‌های نخستین فرانسوی و هم تلاش‌های بعدی هند به‌دلیل استفاده از سیمان و مواد شیمیایی در مرمت سنگ‌ها با انتقادهایی روبه‌رو شدند.

## نگارگری، پیکره‌ها و معماری
انگکور وات به‌خاطر شکوه، مقیاس عظیم و هماهنگی معماری‌اش شهرت یافته‌است. این معبد همچنین به‌دلیل نقوش فروبرجستهٔ فراوان و دِواهایی که دیوارهای آن را می‌آرایند، شناخته می‌شود. نقوش برجستهٔ دیوارها داستان‌هایی از اسطوره‌شناسی هندویی، به‌ویژه روایت‌های رامایانا، ماهاباراتا و اسطورهٔ مهاسمرنگ (نبرد بزرگ), مانند «نبرد خدایان و دیوان» را نشان می‌دهند.
طرح کلی معبد، نمادین است: دروازه‌های ورودی، رواقها، برج‌ها و خندق اطراف همگی با هدف بازنمایی کیهان‌شناسی هندویی طراحی شده‌اند. مرکز معبد، یک کوئینکانکس (پنج‌برج به‌شکل چهارضلعی با یک برج مرکزی) دارد که نمادی از کوه مرو، جایگاه خدایان در اسطوره‌شناسی هندو، است. دیوارها به‌گونه‌ای ساخته شده‌اند که طلوع و غروب خورشید در زمان‌های خاص از میان آن‌ها به‌شکلی نمادین عبور کند.
معماری این معبد تلفیقی از عناصر کلاسیک معماری خمر است که بعدها در ساخت بسیاری از معابد انگکوری تقلید شد. سبک هنری این بنا به‌گونه‌ای است که به‌عنوان نقطهٔ اوج هنر خمر در سدهٔ دوازدهم شناخته می‌شود.

## وضعیت کنونی و جایگاه جهانی
در سال ۱۹۹۲، انگکور وات و مجموعهٔ انگکور به‌طور رسمی در فهرست میراث جهانی یونسکو ثبت شد. در سال‌های پس از آن، کمیتهٔ بین‌المللی هماهنگی برای نگه‌داشت و توسعهٔ محوطهٔ تاریخی انگکور (ICC-Angkor) تشکیل شد تا کار حفاظت، مرمت و توسعهٔ پایدار این محوطه را هماهنگ کند. این کمیته تحت نظارت یونسکو فعالیت می‌کند.
بازیگران اصلی در بازسازی این مجموعه عبارت‌اند از:
فرانسه (از طریق مدرسهٔ فرانسوی شرق دور – EFEO)
ژاپن (JASA)
هند (سازمان بررسی باستان‌شناسی هند)
ایالات متحده (بنیاد بناهای تاریخی جهان)
آلمان (GACP)
کره جنوبی، چین و ایتالیا نیز از دیگر مشارکت‌کنندگان بوده‌اند.

## معماری
انگکور وات یک مجموعه‌معبد هندو-بودایی است. این معبد در محوطه‌ای به مساحت ۱۶۲٫۶ هکتار در پایتخت باستانی خِمر، یعنی شهر انگکور واقع شده‌است و بنا بر گزارش رکوردهای جهانی گینس، بزرگ‌ترین بنای مذهبی جهان به‌شمار می‌رود.

### محوطه و نقشه

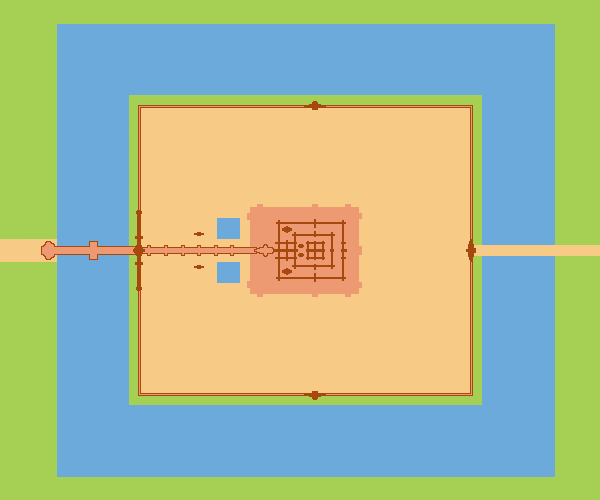
طرح کلی انگکور وات با سازهٔ مرکزی در میانه

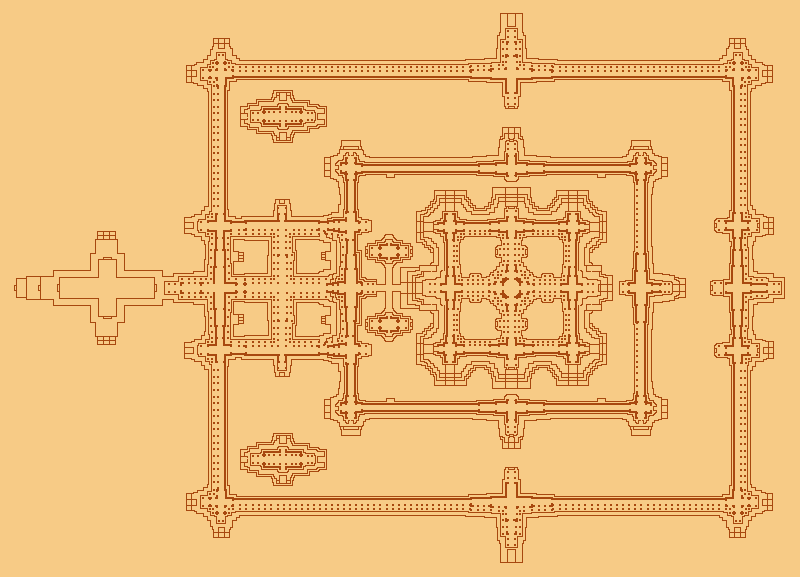
نقشهٔ جزئی از سازهٔ مرکزی

انگکور وات ترکیبی منحصربه‌فرد از کوه‌معبد (طرح استاندارد معابد حکومتی) و طرح متأخر رواق‌های هم‌مرکز است که بیشتر آن‌ها برگرفته از باورهای مذهبی هندوئیسم بوده‌اند. ساختار انگکور وات نشان می‌دهد که برخی ویژگی‌های آن اهمیت اخترشناختی داشته‌اند، از جمله جهت‌گیری شرقی–غربی معبد و دیدگاه‌هایی از تراس‌ها که برج‌های خاصی را دقیقاً در موقعیت طلوع خورشید در هنگام انقلابین نشان می‌دهند. برج اصلی انگکور وات با خورشید بامدادی اعتدال بهاری هم‌راستا است. این معبد نمایانگر کوه مِرو، جایگاه ایزدان در اسطوره‌شناسی هندو است: پنج برج مرکزی آن نماد پنج قلهٔ این کوه‌اند و دیوارها و خندق پیرامون، نمایندهٔ کوه‌های پیرامونی و اقیانوس هستند. راه‌یابی به سطوح بالایی معبد به‌تدریج انحصاری‌تر می‌شد و مردم عادی تنها اجازهٔ ورود به پایین‌ترین سطح را داشتند.

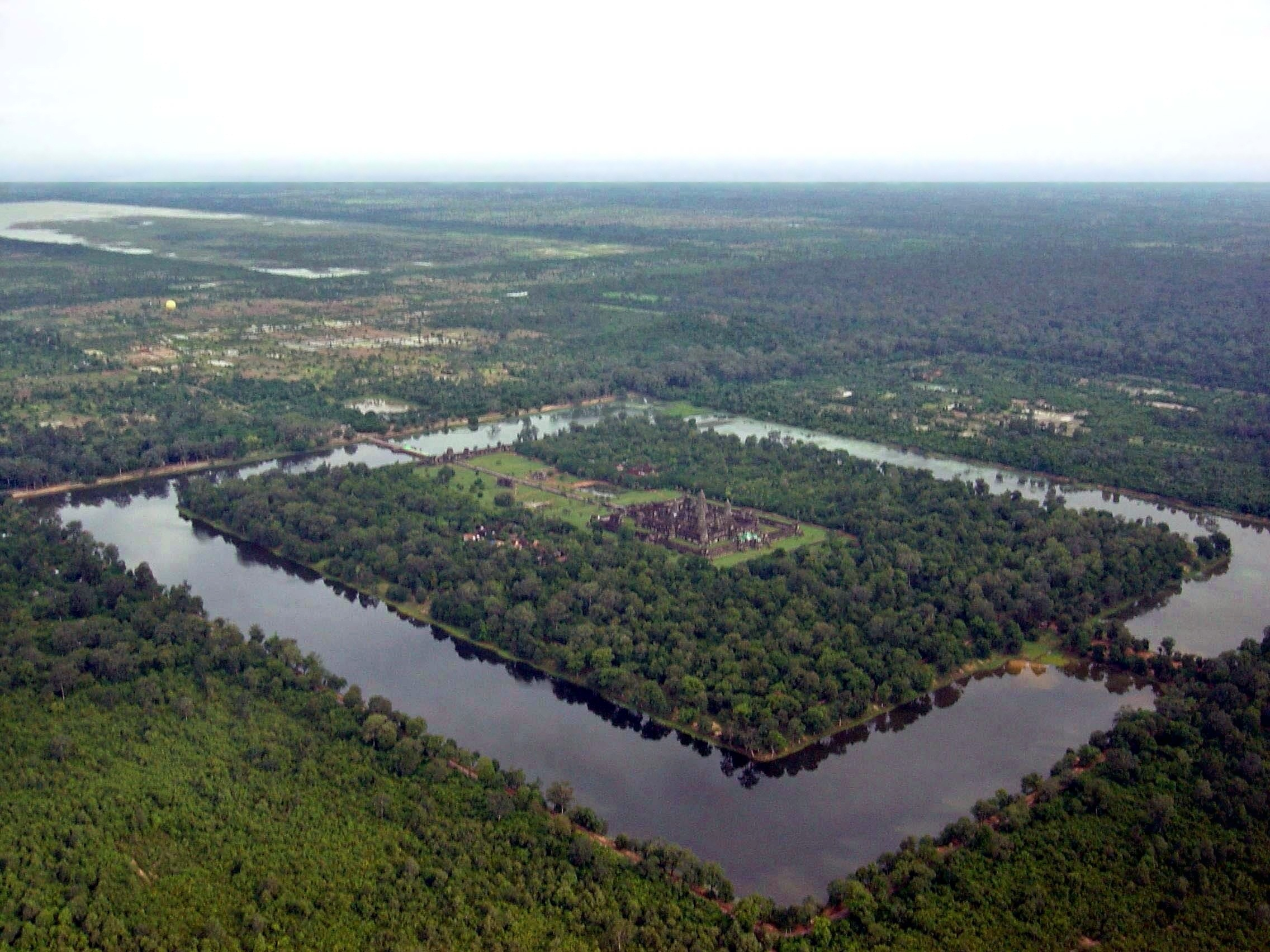
نمای هوایی از انگکور وات

برخلاف بیشتر معابد خمر، انگکور وات به‌سوی غرب جهت‌گیری دارد، نه شرق. این موضوع باعث شده‌است که پژوهشگرانی چون موریس گله و ژرژ کودس فرض کنند که سوریه‌وارمان دوم قصد داشته از آن به‌عنوان آرامگاه خود استفاده کند. یکی از شواهد این دیدگاه، برجسته‌کاری‌هایی است که به‌صورت پادساعت‌گرد—پراساویا در اصطلاح هندو—ترتیب یافته‌اند؛ چراکه این جهت‌گیری، خلاف جهت معمول آیین‌هاست و در مناسک آیین براهمنی برای تشییع‌جنازه‌ها به‌کار می‌رود. باستان‌شناس چارلز هایم از ظرفی یاد می‌کند که از برج مرکزی بازیابی شده و احتمالاً کوزه‌ای تدفینی بوده‌است. برخی، این مجموعه را بزرگ‌ترین مصرف انرژی برای دفن یک جسد دانسته‌اند. با این حال، فریمن و ژاک اشاره کرده‌اند که چند معبد دیگر در انگکور نیز از جهت‌گیری شرقی منحرف شده‌اند و بر این باورند که علت جهت‌گیری غربی انگکور وات، وقف آن به ویشنو بوده که با غرب پیوند داشته‌است.
پژوهشگر النور مانیکا با تحلیل راستای معبد، ابعاد آن و محتوای برجسته‌کاری‌ها بر این باور است که ساختار معبد، نماد عصری نوین از صلح تحت پادشاهی سوریه‌وارمان دوم بوده‌است: «از آن‌جا که چرخه‌های زمانی خورشیدی و قمری در این فضای مقدس گنجانده شده‌اند، فرمانروایی الهی شاه به تالارها و راهروهایی مقدس پیوند خورده‌است که هدف‌شان استمرار قدرت پادشاه و جلب رضایت ایزدان آسمانی است.» دیدگاه‌های مانیکا در محافل دانشگاهی با ترکیبی از توجه و تردید روبه‌رو شده‌است. او خود را از حدس‌و‌گمان‌های افرادی مانند گراهام هنکاک که معتقدند انگکور وات بخشی از بازنمایی صورت‌فلکی دراکو است، جدا کرده‌است. کهن‌ترین نقشهٔ باقی‌مانده از انگکور وات به سال ۱۷۱۵ برمی‌گردد و به فوجی‌وارا تادایوشی نسبت داده می‌شود. این نقشه در موزهٔ شویکوکان «سوئیفو مییتوکو-کای» در میتوی ژاپن نگهداری می‌شود.

### سبک

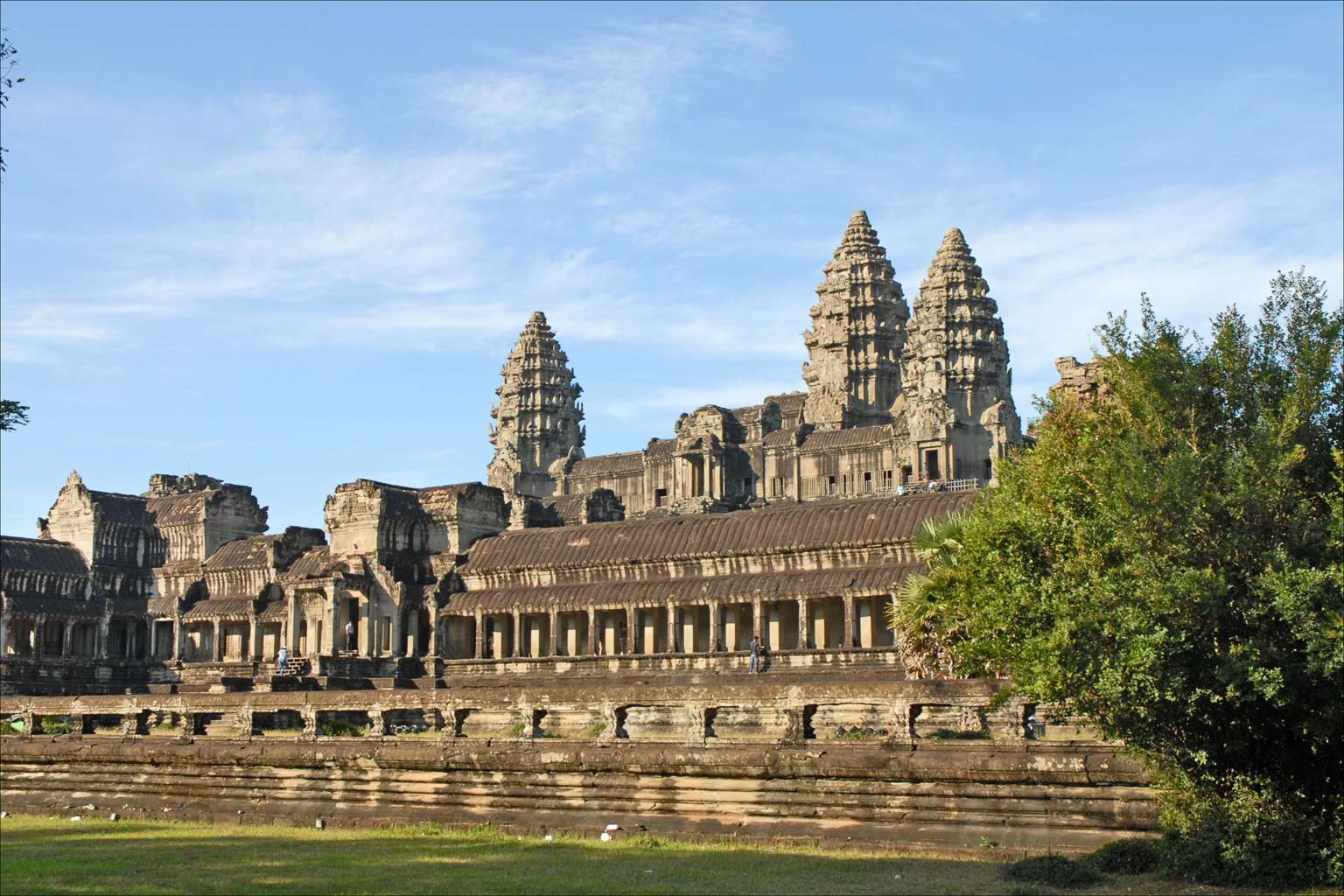
نمای جانبی شامل گوپوراها و رواق‌ها

انگکور وات نمونهٔ شاخص سبک کلاسیک معماری خمر است، که به همین دلیل «سبک انگکور وات» نام گرفته‌است. عناصر معماری‌ای که این سبک را متمایز می‌کنند، شامل برج‌های سرنیزه‌ای‌شکل با لبه‌های خمیده شبیه به نیلوفر آبی، نیم‌رواق‌هایی برای پهن‌تر کردن گذرگاه‌ها، رواق‌های محوری که دیوارها را به‌هم پیوند می‌دهند و تراس‌های صلیبی‌شکل در امتداد محور اصلی معبد هستند.
ویژگی‌های تزئینی رایج این سبک شامل دواطا (یا آپساراها)دواطا یا آپسارا، برجسته‌کاریها، تاق‌نماها، حلقه‌گل‌های گسترده و صحنه‌های روایی است. پیکرتراشی در انگکور وات محافظه‌کارانه دانسته شده‌است، چراکه پیکره‌ها ایستا و کمتر پرظرافت‌تر از آثار پیشین‌اند.
برخی عناصر تزئینی در گذر زمان یا بر اثر غارت نابود شده‌اند، مانند گچ‌کاری زراندود برج‌ها، زراندودگی برخی پیکره‌های برجسته‌کاری‌ها و پنل‌ها و درهای چوبی.
این معبد به‌خاطر توازن طراحی‌اش تحسین شده‌است. به‌گفتهٔ موریس گله، «این معبد به کمال کلاسیک می‌رسد از طریق عظمت مهار‌شدهٔ عناصرش، توازن ظریف‌شان و ترتیب دقیق تناسب‌ها. این اثری است از قدرت، یکپارچگی و سبک.»
معمار فرانسوی ژاک دومارسه باور دارد که ساختار رواق‌های راست‌زاویه‌ای انگکور وات، از معماری چینی تأثیر گرفته، هرچند که الگوی محوری کلی احتمالاً برگرفته از کیهان‌شناسی جنوب‌شرق آسیاست و با ماندالای معبد اصلی تلفیق شده‌است.

### ویژگی‌ها

#### محوطهٔ بیرونی

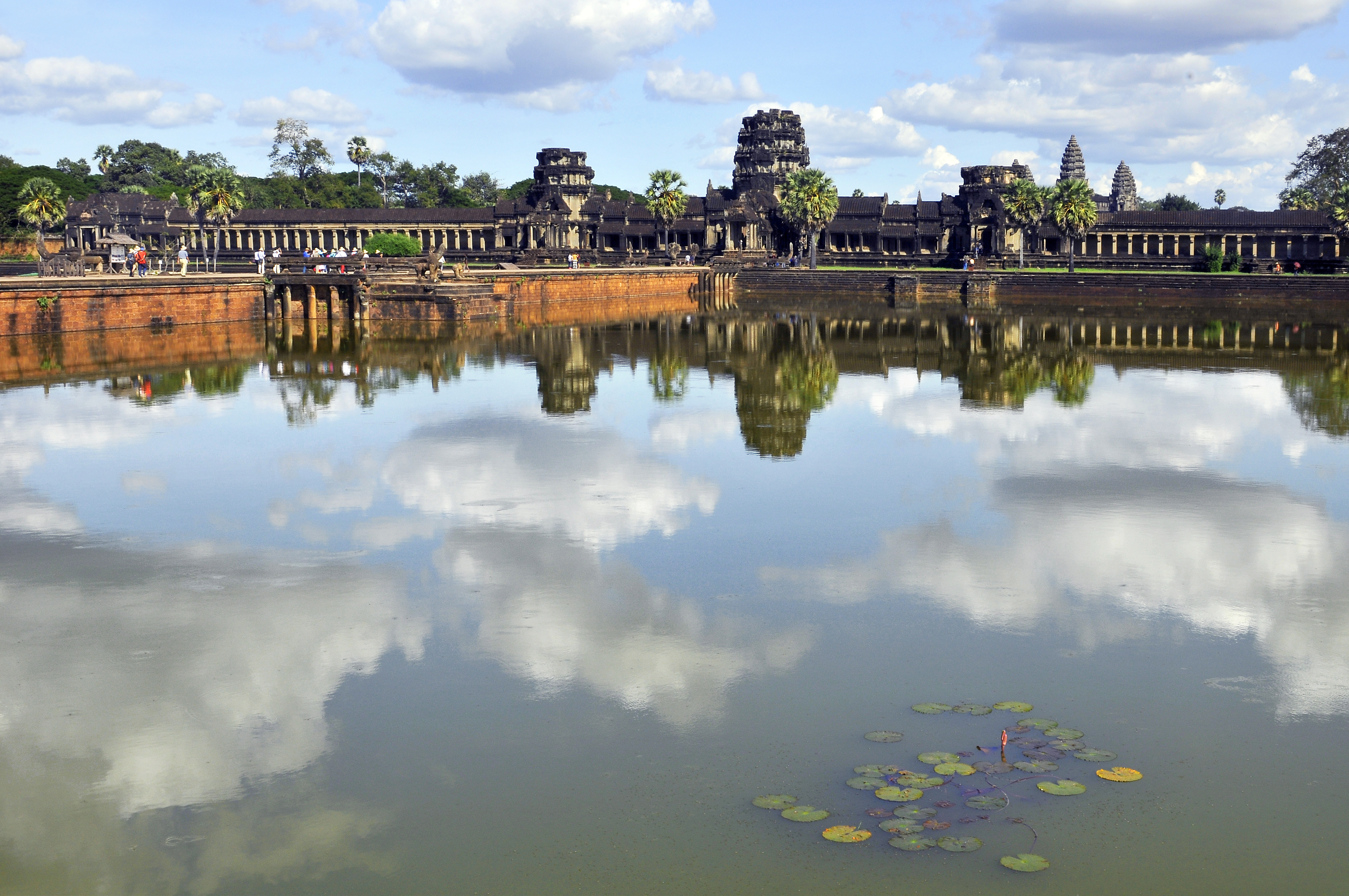
بخش‌هایی از دیوار بیرونی و خندق

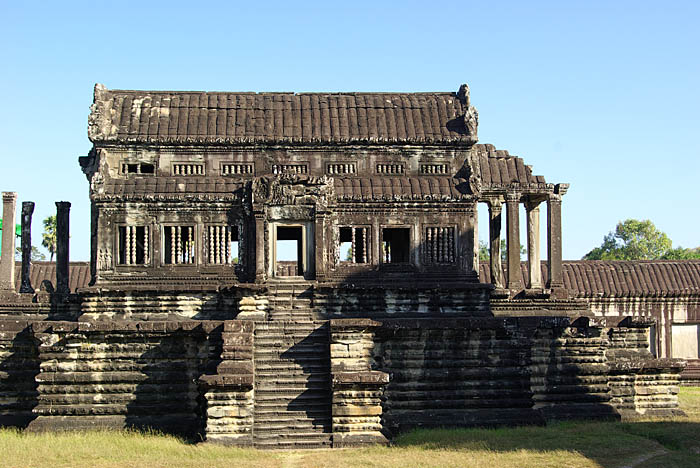
کتابخانهٔ شمالی

مجموعهٔ معبد با دیواری به ابعاد ۱٬۰۲۴ متر در ۸۰۲ متر و با ارتفاع ۴٫۵ متر محصور شده‌است. پیرامون این دیوار نواری باز به عرض ۳۰ متر قرار دارد و خندقی با عرض ۱۹۰ متر و محیطی بیش از ۵ کیلومتر آن را دربر گرفته‌است. خندق در راستای شرقی–غربی حدود ۱٫۵ کیلومتر و در راستای شمالی–جنوبی حدود ۱٫۳ کیلومتر امتداد دارد.
راه دسترسی به معبد از شرق به‌صورت خاکریز و از غرب با گذرگاهی سنگ‌ماسه‌ای است؛ گذرگاه غربی، که ورودی اصلی است، افزوده‌ای متأخر به‌شمار می‌رود و احتمال دارد جایگزین پلی چوبی شده‌باشد.

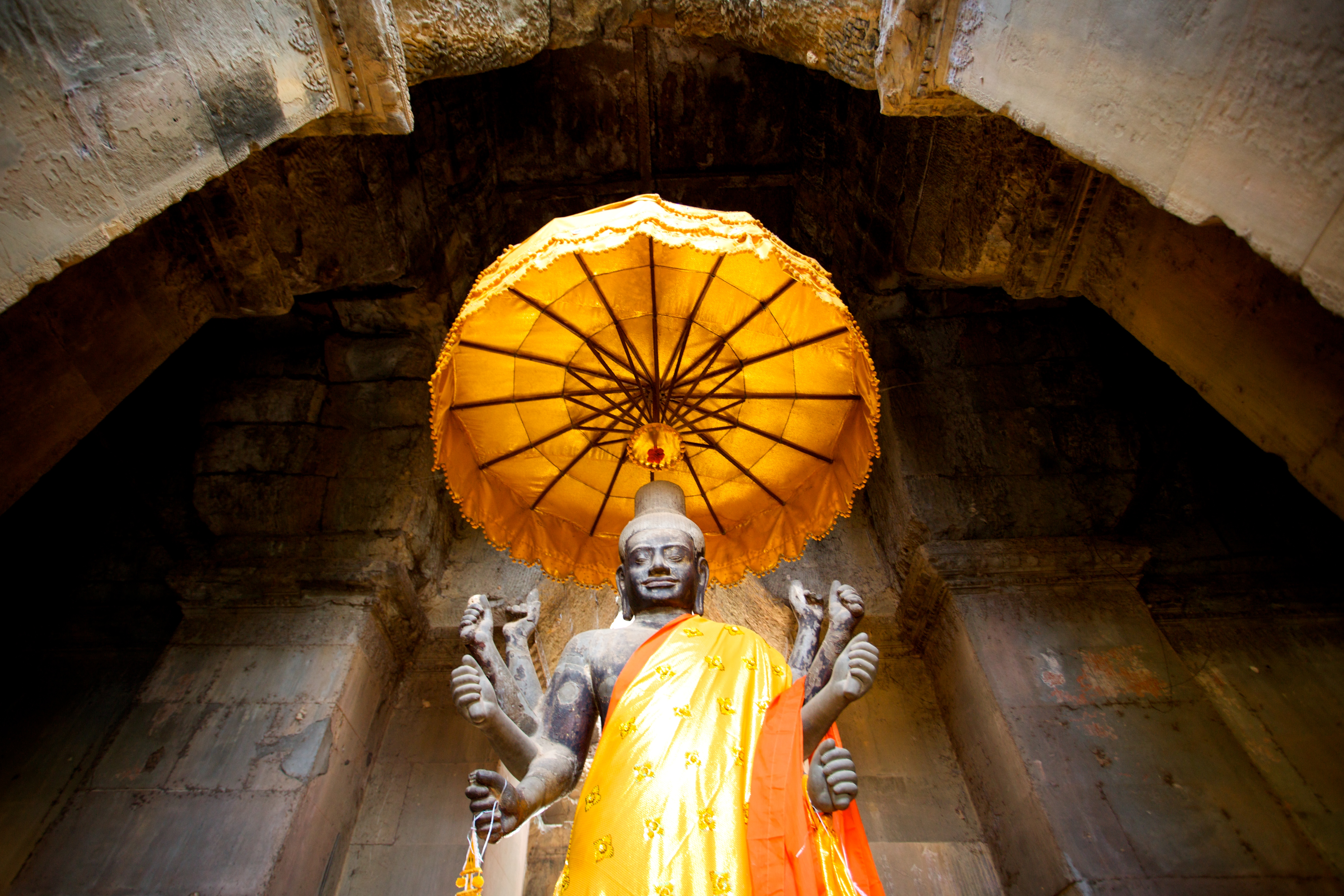
تا ریچ، تندیسی هشت‌دسته‌ای از ویشنو

در زیر برج جنوبی، تندیسی به‌نام «تا ریچ» قرار دارد که در اصل پیکره‌ای هشت‌دسته‌ای از ویشنو بوده و شاید در گذشته در زیارتگاه مرکزی معبد جای داشته‌است. میان برج‌ها، رواق‌هایی قرار دارد که به دو ورودی دیگر در دو سوی گوپورا (دروازه) متصل‌اند، که به‌دلیل بزرگی‌شان به «دروازه فیل» شهرت دارند. ستون‌های مربعی‌شکل در سمت بیرونی و دیوار بسته در سمت درونی این رواق‌ها قرار دارند. سقف میان ستون‌ها با گل نیلوفر آبی تزئین شده و دیوار غربی آن رقصندگان، و دیوار شرقی شامل پنجره‌هایی با نرده‌هایی تزئین‌شده با نگاره‌هایی از رقصندگان، جانوران و دواطاها است.
دیوار بیرونی فضایی به وسعت ۲۰۳ آکر را دربرمی‌گیرد که گذشته از معبد اصلی، احتمالاً محل زندگی مردم و کاخ سلطنتی در شمال معبد بوده‌است. مانند دیگر سازه‌های سکولار در انگکور، این ساختمان‌ها با مواد فاسدشدنی ساخته شده بودند، و بنابراین امروزه چیزی جز ردپای خیابان‌ها از آن‌ها باقی نمانده و بیشتر منطقه پوشیده از پوشش گیاهی است.
گذرگاهی به طول ۳۵۰ متر، گوپورای غربی را به معبد اصلی متصل می‌کند، با ناغاهایی به‌عنوان نرده‌ و شش پله در دو سوی گذرگاه. در هر سوی این مسیر، کتابخانه‌ای وجود دارد که در مقابل سومین ردیف از پله‌ها از ورودی قرار گرفته‌است و میان کتابخانه و معبد، استخری قرار دارد. این استخرها و سکوی صلیبی‌شکلی که گذرگاه را به سازهٔ مرکزی متصل می‌کند، از افزوده‌های متأخر به ساختار اولیه‌اند.

#### سازهٔ مرکزی
نیایشگاه بر روی سکویی مرتفع در درون محوطهٔ دیوارکشیده قرار دارد. این سازه از سه رواق مستطیلی تشکیل شده‌است که هر یک بالاتر از دیگری قرار دارد و به برجی مرکزی منتهی می‌شوند. دو رواق درونی هرکدام چهار برج بزرگ در گوشه‌های جهات فرعی (شمال‌غربی، شمال‌شرقی، جنوب‌شرقی، جنوب‌غربی) دارند که برج مرکزی مرتفع‌تری را دربر گرفته‌اند. این الگو که گاه به آن پنج‌برجی (quincunx) گفته می‌شود، نماد کوه‌های کوه مرو دانسته شده‌است. از آن‌جا که معبد به‌سوی غرب جهت‌گیری دارد، ساختارها به سمت شرق متمایل شده‌اند و در نتیجه فضای بیشتری برای سازه‌ها در سمت غرب باقی مانده‌است؛ به همین دلیل، پله‌های رو به غرب کم‌شیب‌تر از دیگر سوها هستند.
مانیکا رواق‌ها را وقف شاه، برهما، ماه و ویشنو تفسیر می‌کند. هر رواق دارای یک گوپورا است. رواق بیرونی ۱۸۷ متر در ۲۱۵ متر اندازه دارد و در گوشه‌ها غرفه‌هایی دارد. این رواق به سمت بیرون معبد باز است و نیم‌رواق‌هایی ستون‌دار از آن به بیرون امتداد دارند که ساختار را پشتیبانی می‌کنند. رواق بیرونی از سمت غرب به دومین محوطه با رواق صلیبی‌شکلی به‌نام پریاه پوآن (به‌معنای «گالری هزار بودا») متصل است. زائران در طول قرون گذشته پیکره‌هایی از گوتاما بودا در این بخش گذاشته‌اند، هرچند اکنون بیشتر آن‌ها برداشته شده‌اند. در این مکان کتیبه‌های زیادی از نیکوکاری‌های زائران به‌جای مانده‌است، بیشتر به زبان خِمری و برخی به برمه‌ای و ژاپنی. چهار حیاط کوچک مشخص‌شده با این رواق صلیبی‌شکل احتمالاً در گذشته پر از آب بوده‌اند. در شمال و جنوب این گالری کتابخانه‌هایی قرار دارند.

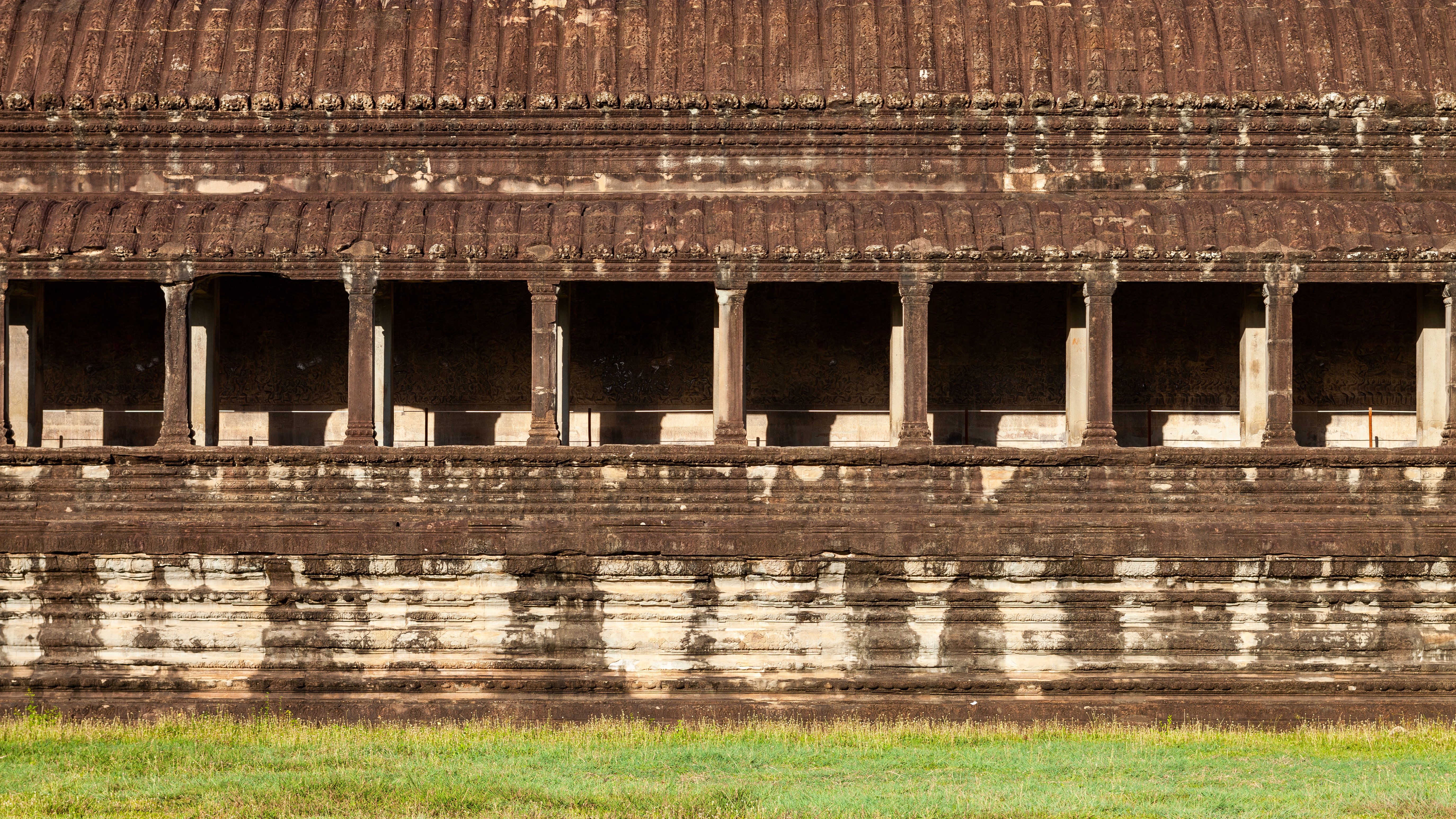
نمایی از رواق بیرونی انگکور وات

پس از آن، دومین و سومین رواق (رواق درونی) به کتابخانه‌های دو سوی خود با سکویی صلیبی‌شکل دیگر متصل شده‌اند، که آن هم از الحاقات متأخر است. از سطح دوم به بالا، نگاره‌های دواطا روی دیوارها دیده می‌شود، به‌صورت تکی یا گروه‌هایی تا چهار تن. محوطهٔ سطح دوم ۱۰۰ متر در ۱۱۵ متر اندازه دارد و احتمالاً در گذشته با آب پر شده بود تا نمادی از اقیانوس پیرامون کوه مرو باشد. سه ردیف پله در هر سمت به برج‌های گوشه‌ای و گوپوراهای رواق درونی منتهی می‌شود. شیب تند این پله‌ها احتمالاً نمادی از دشواری صعود به قلمرو ایزدان بوده‌است. این رواق درونی، که به نام باکان خوانده می‌شود، مربعی به ضلع ۶۰ متر است با رواق‌های محوری که هر گوپورا را به زیارتگاه مرکزی و زیارتگاه‌های فرعی در زیر برج‌های گوشه‌ای پیوند می‌دهد.
سقف رواق‌ها با نگاره‌هایی از بدن مارهایی به‌پایان‌رسیده در سر شیرها یا گاروداها تزئین شده‌است. سرطاقها و تاق‌نماها در ورودی‌های رواق‌ها و زیارتگاه‌ها کنده‌کاری شده‌اند. برج بالای زیارتگاه مرکزی تا ارتفاع ۴۳ متر و در مجموع تا ۶۵ متر از سطح زمین می‌رسد؛ برخلاف کوه‌معبدهای پیشین، این برج مرکزی بالاتر از چهار برج پیرامونی قرار دارد. زیارتگاه اصلی، که در آغاز مجسمه‌ای از ویشنو در آن قرار داشت و از هر سو باز بود، هنگام تبدیل معبد به تراوادا بسته شد و دیوارهای جدیدی با تندیس‌هایی از بودا در حال ایستاده در آن گنجانده شد. در سال ۱۹۳۴، مرمت‌گر فرانسوی ژرژ ترووه گودالی در زیر زیارتگاه مرکزی را حفاری کرد؛ گودالی که پر از ماسه و آب بود و پیش‌تر غارت شده بود، اما ترووه در آن یک سپردهٔ بنیادین مقدس از ورق طلا در دو متری سطح زمین یافت.

#### تزئینات
یکی از دلایل شهرت انگکور وات، تلفیق هنرمندانهٔ معماری با تزئینات فراوان آن است، به‌ویژه برجسته‌کاری‌های کم‌برجستگی که بیشتر در قالب نوارهای پیوسته نقش بسته‌اند. دیوارهای داخلی رواق بیرونی مجموعه‌ای از صحنه‌های بزرگ و گسترده را به نمایش می‌گذارند که عمدتاً برگرفته از حماسه‌های هندو، یعنی رامایانا و مهابهاراتا هستند. چارلز هایم این برجسته‌کاری‌ها را «بزرگ‌ترین آرایش خطی شناخته‌شده از حجاری در سنگ» نامیده‌است.
از گوشهٔ شمال‌غربی و در جهت پادساعت‌گرد، گالری غربی صحنه‌ای از «نبرد لنکا» از رامایانا را نشان می‌دهد، که در آن راما بر راوانا پیروز می‌شود؛ و صحنه‌ای از جنگ کوروشِترا در مهابهاراتا را، که نابودی متقابل ارتش‌های کوراوَه و پانداوَه را به تصویر می‌کشد.
در گالری جنوبی، تنها صحنهٔ تاریخی مجموعه دیده می‌شود: مراسم رژهٔ سوریه‌وارمان دوم همراه با نمایش ۳۲ جهنم و ۳۷ بهشت در باورهای هندو.
در گالری شرقی، یکی از معروف‌ترین صحنه‌ها دیده می‌شود: هم‌زدن دریای شیر، که در آن ۹۲ آسورا و ۸۸ دِوا با استفاده از مار واسوکی، زیر هدایت ویشنو، دریای شیر را برای به‌دست آوردن شهد جاودانگی می‌چرخانند. مانیکا تعداد آسوراها را ۹۱ می‌داند و تفاوت شمار آن‌ها را نمادی از تعداد روزهای میان انقلاب زمستانی تا اعتدال بهاری، و از اعتدال تا انقلاب تابستانی تفسیر می‌کند. پس از این صحنه، برجسته‌کاری‌هایی افزوده‌شده در سدهٔ شانزدهم دیده می‌شود که ویشنو را در حال شکست دادن آسوراها نشان می‌دهد.
در گالری شمالی، پیروزی کریشنا بر باناسورا نقش بسته‌است.
انگکور وات با نگاره‌هایی از آپ‌ساراها و دواطاها مزین شده‌است، که در فهرست‌برداری‌های پژوهشی بیش از ۱٬۷۹۶ پیکرهٔ دواطا ثبت شده‌است.

## گردشگری
انگکور وات امروزه یکی از مهم‌ترین جاذبه‌های گردشگری کامبوج است و سالانه بیش از ۲٫۵ میلیون بازدیدکننده از سراسر جهان به این مکان سفر می‌کنند. گردشگری، منبع درآمد اصلی برای منطقهٔ سی‌یم‌ریپ محسوب می‌شود.
با این حال، این گردشگری انبوه با خطرهایی برای میراث فرهنگی همراه بوده‌است، از جمله: فرسایش تدریجی سنگ‌ها، آلودگی، و فشار بر زیرساخت‌های محلی. دولت کامبوج و سازمان‌های بین‌المللی تلاش کرده‌اند تا میان حفظ میراث و توسعهٔ گردشگری تعادل برقرار کنند.

## نگارخانه

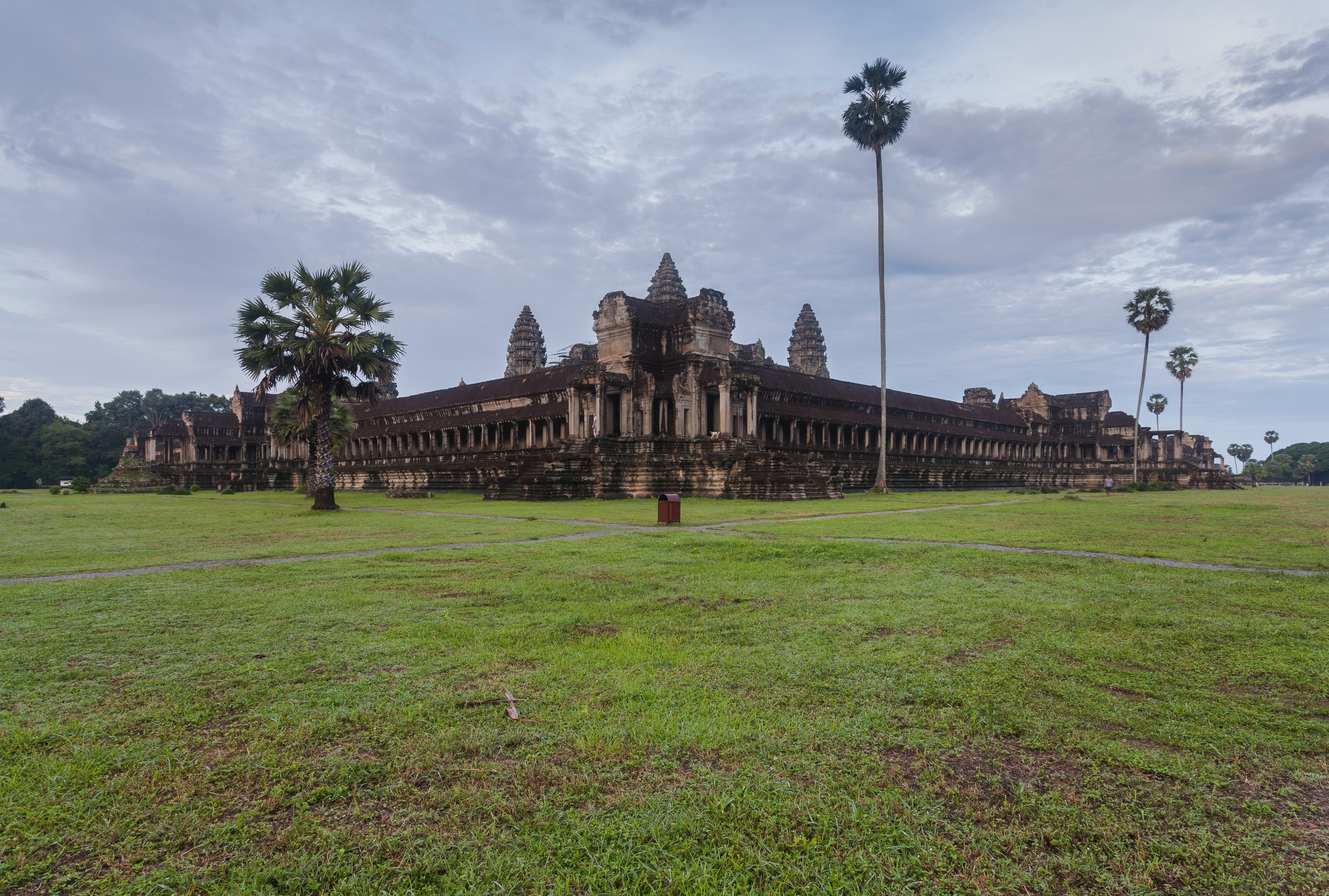
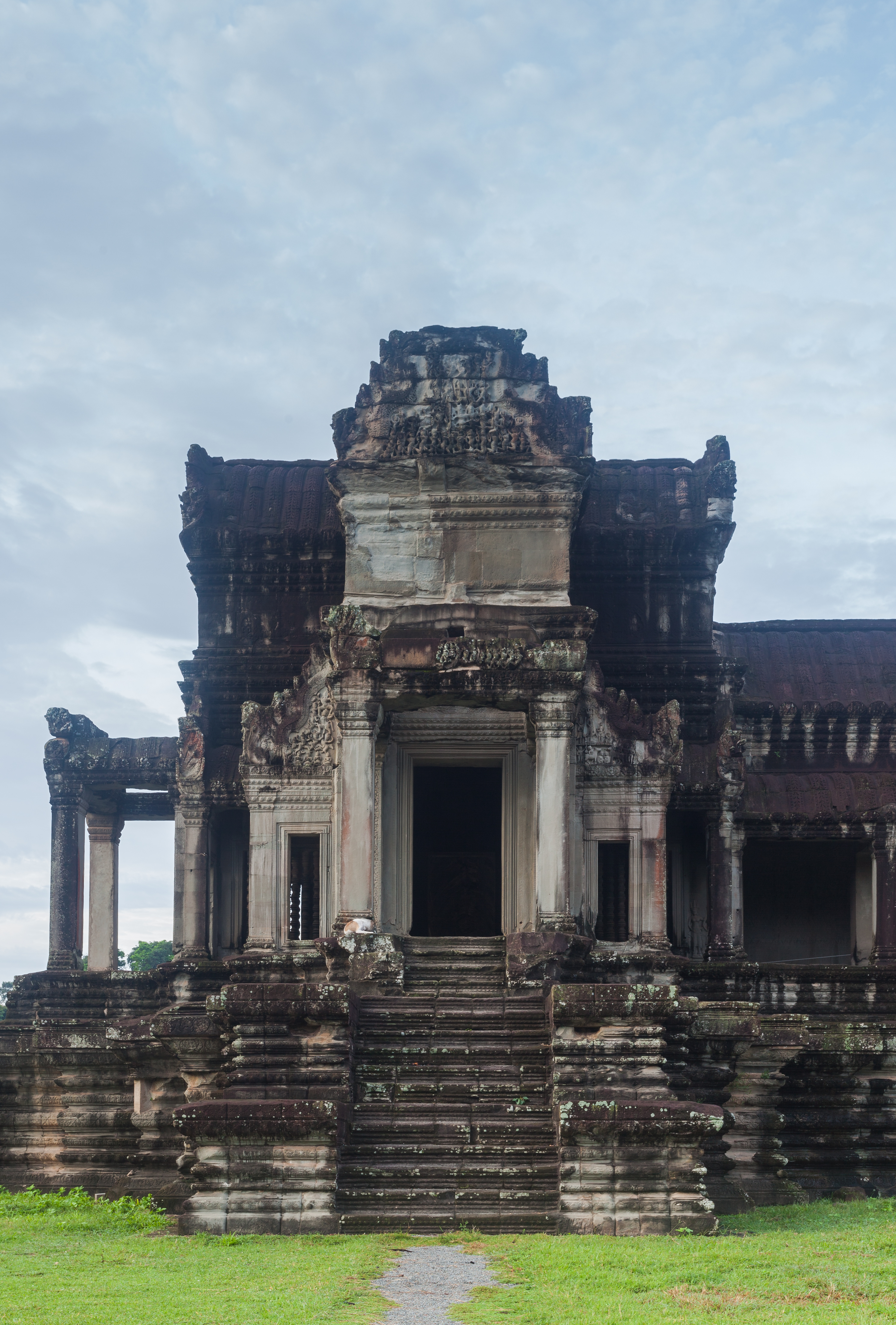
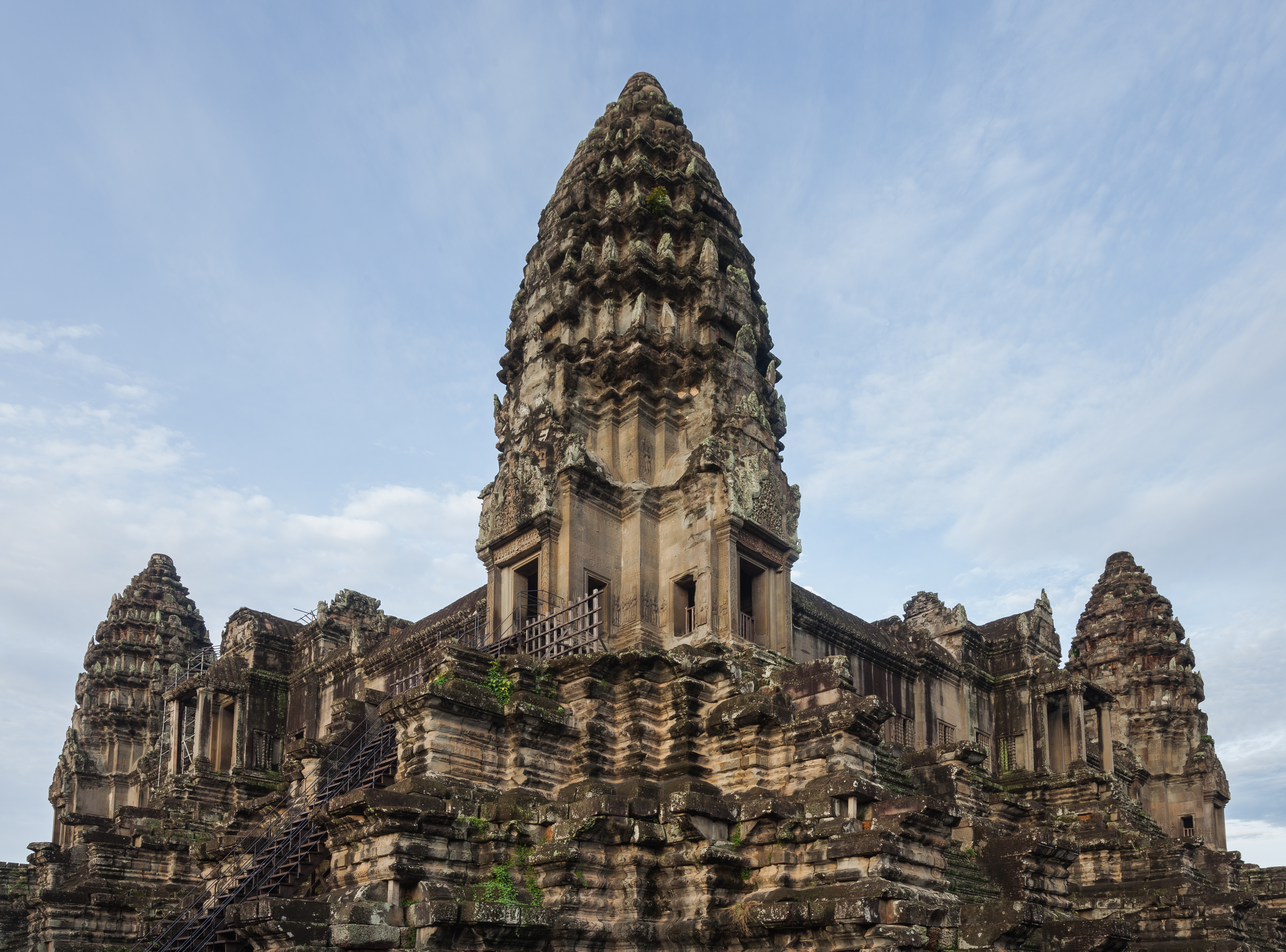
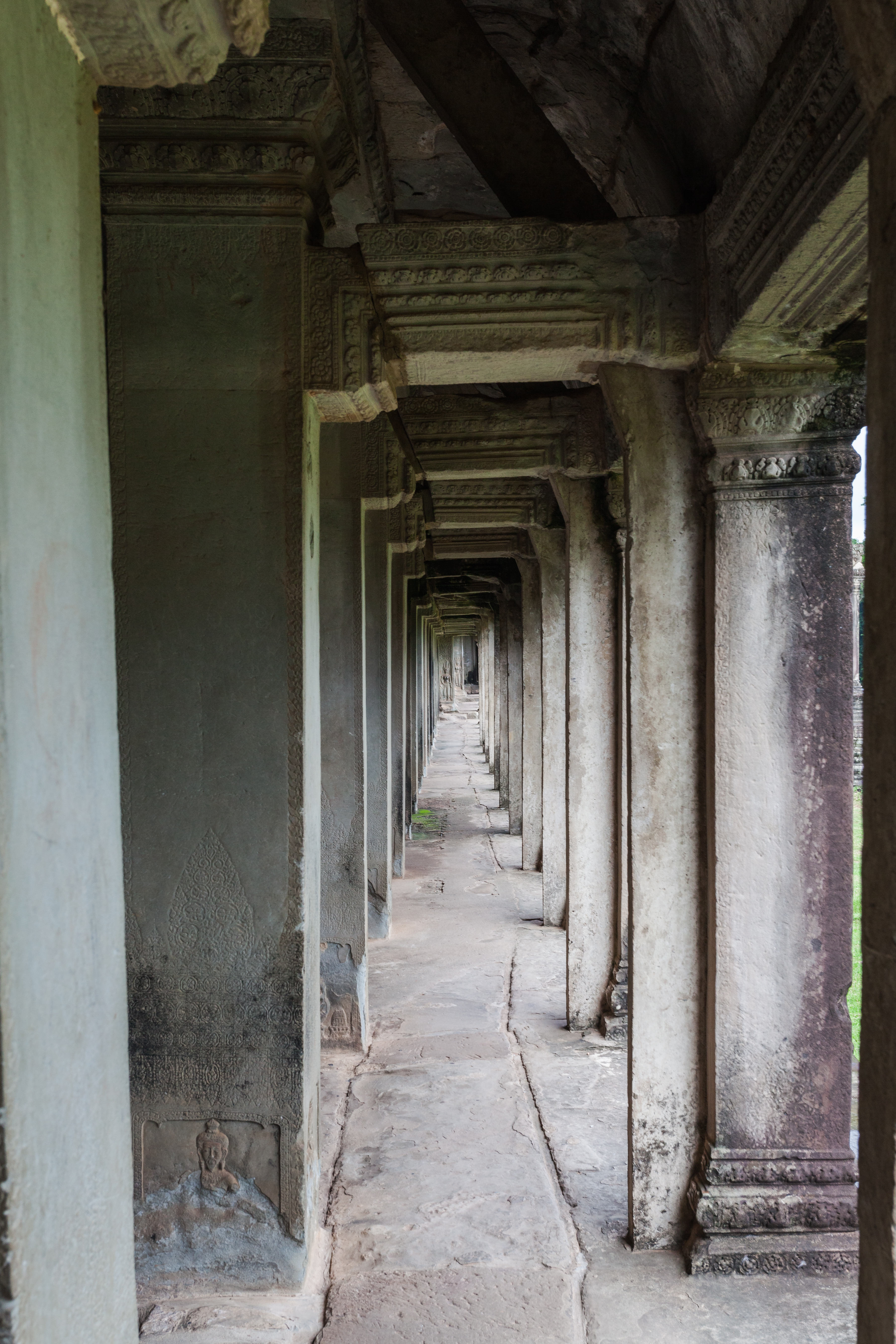
راهگذر
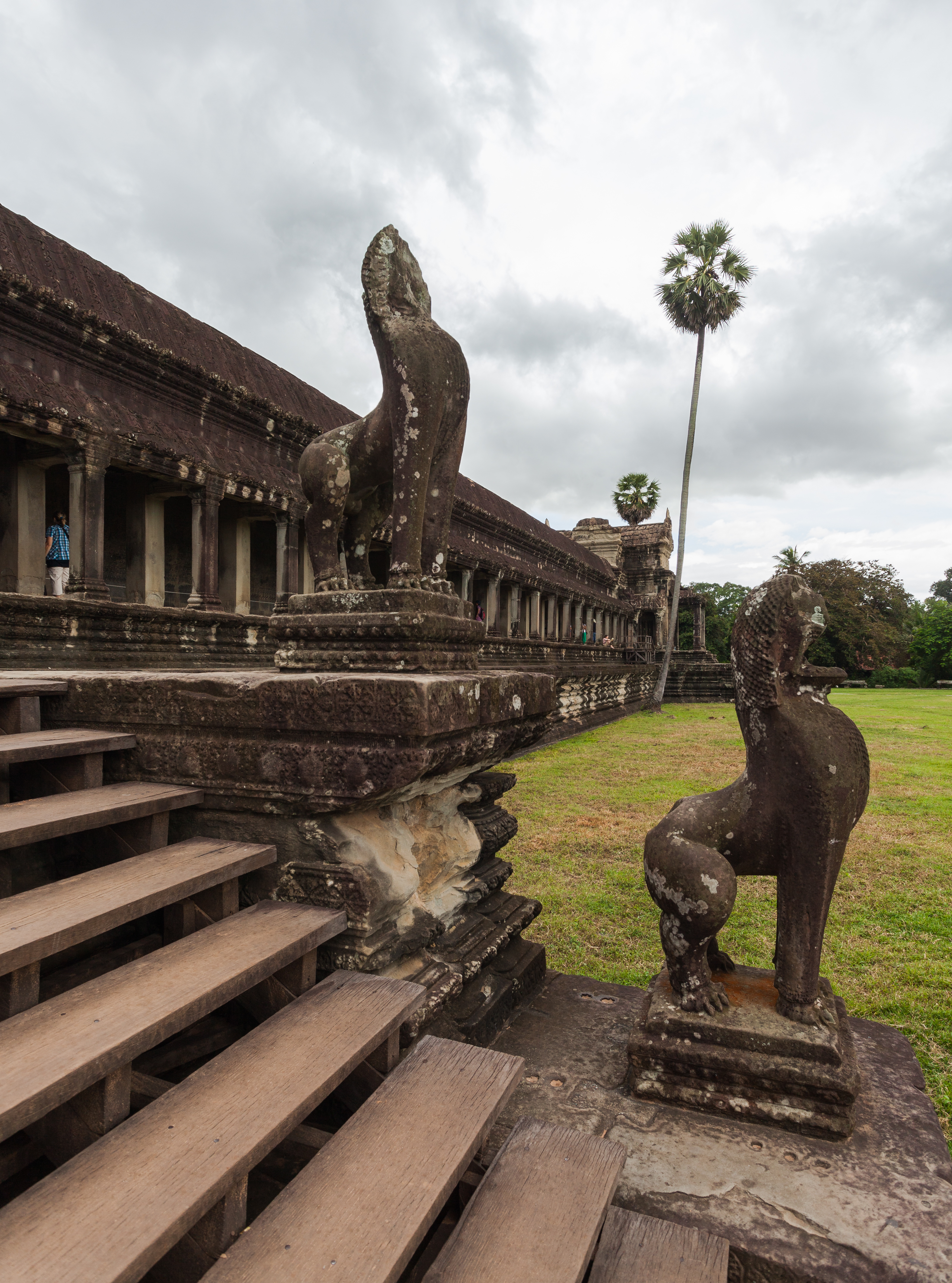
شیرهای نگهبان خمر
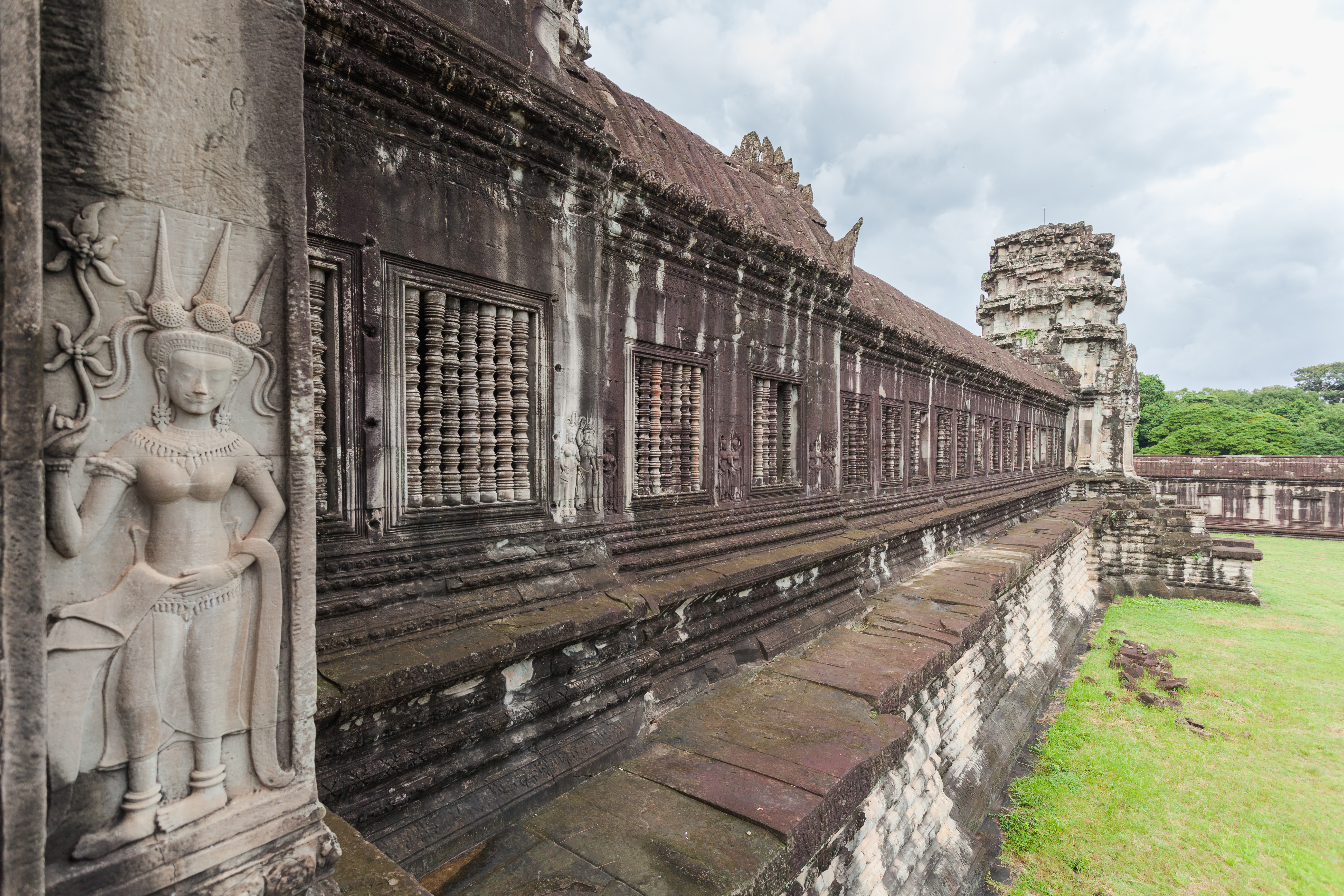
آینه‌ها در یک دیوار
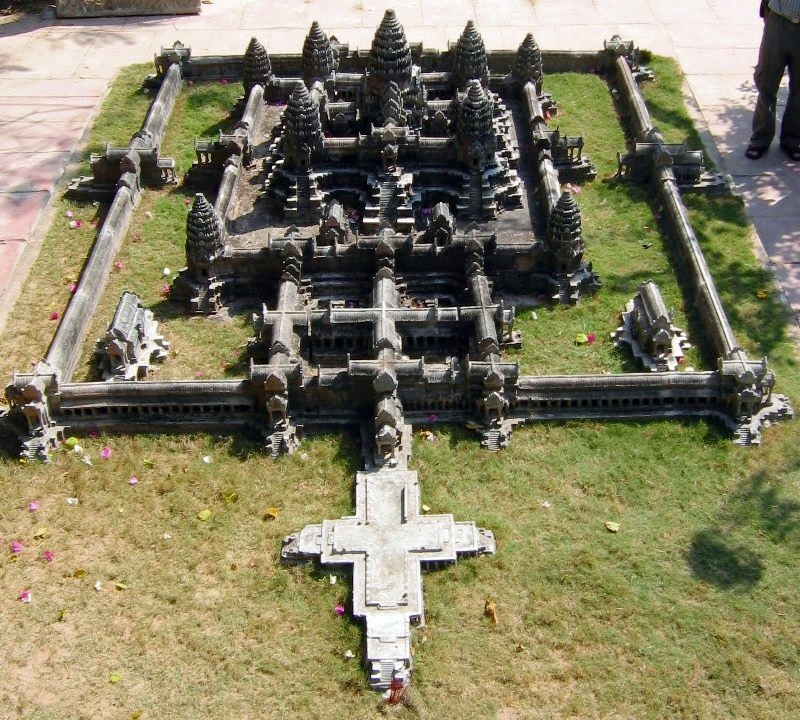
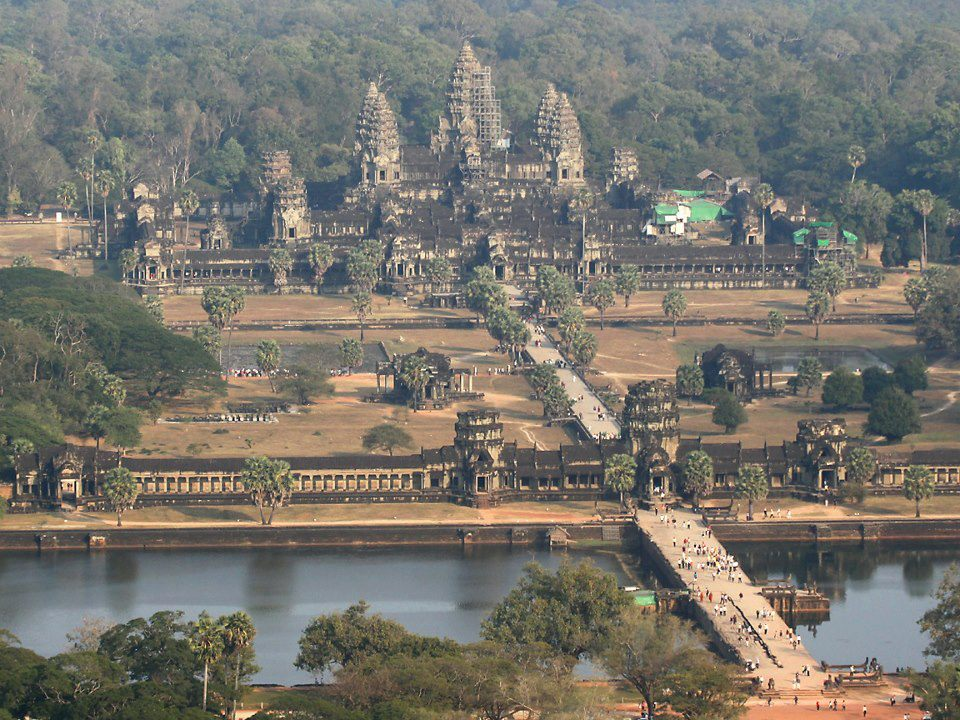